# El bufón Barbarroja
El bufón "Barbarroja", don Cristóbal de Castañeda y Pernia es un cuadro de Velázquez (Sevilla, 1599 – Madrid, 1660) pintado para el Palacio del Buen Retiro de Madrid y conservado en el Museo del Prado desde 1827. Pertenece al grupo de retratos de bufones y «hombres de placer» de la corte pintados por Velázquez para decorar estancias secundarias y de paso en los palacios reales, en los que, dado su carácter informal, el pintor pudo ensayar nuevos recursos expresivos con mayor libertad que en los retratos oficiales de la familia real, con su carga representativa.

## Historia
El retrato fue inventariado en 1701 en el Palacio del Buen Retiro como «retratto de Vn Bufón, con hávito turquesco llamado pernea de mano de Velázquez y que estta por acavar», tasado con su marco negro en 25 doblones. El inventario lo menciona junto con otros cinco retratos de bufones, todos de mano de Velázquez, de los que dos al menos pueden identificarse con seguridad con obras conservadas: los bufones llamados Pablo de Valladolid y Don Juan de Austria. Según Jonathan Brown y John H. Elliott, los seis retratos podrían haber sido pintados entre 1633 y 1634 y formarían una serie destinada a decorar los aposentos privados de la reina en el Buen Retiro, fundándose en un recibo del 11 de diciembre de 1634 por el cual Velázquez cobraba por un número de cuadros que no se especifica, como tampoco sus asuntos, destinados al adorno de las alcobas de palacio, tesis contestada por José López-Rey que niega tanto el carácter seriado del grupo como su destino en palacio, en una especie de «pieza de los bufones», y discute sus fechas de ejecución, apuntando para este retrato inacabado una datación en torno a 1637-1640.
Su localización concreta en palacio la da Antonio Palomino, quien acusando cierto aristocratismo pasó por alto gran parte de estos retratos y tras enumerar nominalmente cada uno de los personajes de relieve que habían posado ante el pintor, apuntó en 1724, sin mayor pormenorización: «sin otros muchos retratos de sujetos célebres, y de placer, que están en la escalera, que se sale al jardín de los Reinos en el Retiro; por donde Sus Majestades bajan a tomar los coches».
En 1772 se encontraba en el salón grande del Palacio Real de Madrid donde lo vio Antonio Ponz junto a tres retratos de la familia real también de mano de Velázquez. Ponz, confundiendo el mote con el auténtico y temido pirata berberisco Khair ad Din, apodado Barbarroja, decía que el retrato «representa un personaje Africano, pero no es regular sea el célebre Barbarroja, como se ha creído, pues Velázquez fue muy posterior, a no ser que lo pintase copiando alguno más antiguo». Fue inventariado en 1789 en la cámara del cuarto del príncipe como «retrato de Un moro con Espada», reunido de nuevo con los bufones Pablo de Valladolid y don Juan de Austria, y en 1811 como «Retrato de Federico Barba roja». En 1816 pasó a la Real Academia de Bellas Artes de San Fernando y en 1827 se incorporó al Museo del Prado, figurando en el inventario de 1834 como «Retrato que se dice ser de Barbarroja, famoso corsario», una confusión que todavía iba a durar varios años. 

## Descripción
El lienzo presenta a un hombre de aspecto arrogante y un tanto grotesco, con una espada en una mano y en la otra llevando la vaina. Viste y calza de rojo, «a la turca», con camisa y cuello blanco de encajes, y se cubre con una especie de bonete o turbante también rojo ribeteado de blanco. Al hombro lleva una capa de color gris, pulidamente acabada. El vivo color del vestido destaca aún más por recortarse su figura sobre un fondo marrón oscuro aplicado de forma muy irregular.
El protagonista del lienzo, Cristóbal de Castañeda y Pernia, conocido como Barbarroja, fue un bufón, «hombre de placer», truhan o «loco discreto» que hacía reír con sus burlas. Sus servicios a la corte están documentados de 1633 a 1649, y su sobrenombre parece debido a su caracterización en la corte, donde según el embajador de Toscana ocupaba el primer puesto entre los bufones; era también matador de toros y desempeñó labores de emisario al servicio del cardenal-infante Fernando de Austria. Su especialidad pudieron ser los dichos cortantes y graciosos, uno de los cuales le costó el destierro a Sevilla en 1634, cuando al preguntarle el rey si había olivas en los pinares de Valsaín, Castañeda replicó: «Señor, ni olivas ni olivares», lo que el conde-duque tomó como una alusión maliciosa.
Además de supuestamente inacabado, como ya se decía en el inventario de 1701, el cuadro presenta el problema de la diferente factura con que se ha ejecutado la figura, con una pincelada muy suelta, hasta dejarse casi abocetada y de un color rojo disonante sobre el fondo marrón aplicado con brocha o espátula de una forma muy libre, en contraste con la pincelada prieta y el pulido acabado de la capa que lleva al hombro, de un acabado apurado, «casi escultórico». De ahí que se haya propuesto la participación de dos manos, siendo la capa pintada por mano ajena a la de Velázquez, o en caso contrario, la ejecución en dos fechas muy distantes, según la idea de que Velázquez retocaba sus obras una y otra vez, con distancia de años, aplazando las mayores libertades de pincel para la vuelta del segundo viaje a Italia. Esas fechas, según José Camón Aznar, irían de 1623, en que habría comenzado el retrato, aunque en esa fecha Castañeda no había entrado aún al servicio de la corte, y el periodo comprendido entre 1648 y 1653, en que habría procedido a reelaborarlo, espacio de tiempo demasiado dilatado y que exigiría profundas transformaciones en el rostro que la radiografía no muestra. López-Rey, que defiende la ejecución por dos manos distintas, señala una fecha en torno a 1637-1640 para lo pintado por Velázquez, correspondiendo la capa a una segunda mano que podría haberla pintado ya en el siglo XVIII, entre 1772 y 1794, dado que en el inventario de este último año no se decía, a diferencia de los anteriores, que el retrato estuviese inacabado.
El estudio técnico firmado por Carmen Garrido descarta sin embargo todas estas especulaciones y pone en relación la técnica de ejecución de la obra con la empleada en los otros dos bufones pintados para el Palacio del Buen Retiro. Según se indica en ese estudio, realizado en el Museo del Prado, la radiografía, dado el empleo de blanco de plomo de alta opacidad, no permite ver la figura representada a causa de la ligereza de las capas pictóricas empleadas tanto en ella como en el fondo oscuro. Pero este mismo hecho permite descartar una ejecución en dos tiempos separados, además, por un número significativo de años en los que la técnica del pintor había experimentado cambios notables. Tanto la preparación como el modo de extender las capas de color, con ligeros pigmentos diluidos en gran cantidad de aglutinante es la misma empleada en los retratos reales pintados para el Salón de Reinos, sólo que ahora hay incluso mayor libertad a la hora de manejar el pincel o la brocha. La capa está pintada directamente sobre el rojo del traje y el diferente aspecto que presenta su tratamiento se debe a la utilización de blanco de plomo aplicado de un modo más compacto. Es sin duda este diferente aspecto en superficie entre la capa «acabada» y lo restante de la pintura, en especial el fondo creado a base de brochazos desiguales y el rostro desdibujado, el que llevó a sostener en los primitivos inventarios que el cuadro se encontraba «inacabado» y no la presencia en él de alguna zona sin pintar que hubiese de ser disimulada con el añadido de la capa. Es más probable que Velázquez hubiese querido jugar con ese contraste en las superficies pictóricas tratando de adaptar la pincelada a las calidades táctiles de los tejidos, del mismo modo que en Las lanzas el gabán de ante del soldado de espaldas presenta una superficie compacta en contraste con los destellos de las armaduras y la textura de las sedas.